# Joe Cocker
John Robert "Joe" Cocker (Sheffield, 20 mei 1944 – Crawford, 22 december 2014) was een Engels blueszanger.

## Loopbaan

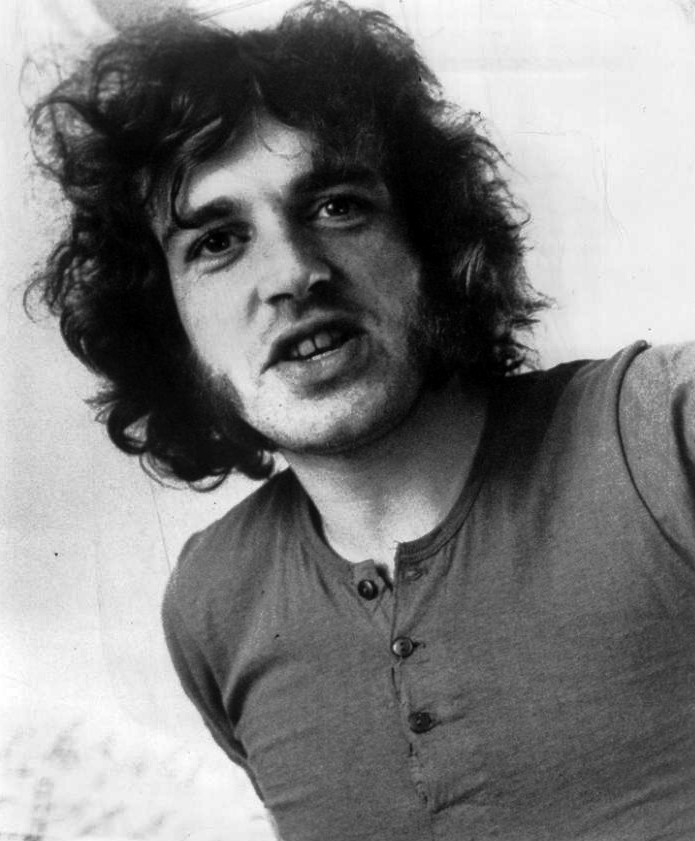
Joe Cocker, 1970

Cocker zat al in kleine bands in zijn geboortestad Sheffield toen hij vijftien jaar oud was. Hij verscheen voor het eerst op de Amerikaanse televisie in 1969, in de Ed Sullivan Show.
I'll Cry Instead, Cockers eerste single, was een cover van The Beatles. Hij had een eerste bescheiden hitje in Engeland in 1968 met Marjorine. Zijn eerste grote hit, zijn tweede Beatlescover, verscheen in het najaar van 1968: With a Little Help from My Friends, een eigen versie van een van de nummers op het conceptalbum Sgt. Pepper's Lonely Hearts Club Band. Kort daarna, in de zomer van 1969, deed zijn verschijning op de Woodstock Music & Art Fair zijn populariteit nog verder stijgen. Andere vroege hits, uit het begin van de jaren zeventig, waren Cry me a river (1970), High time we went (1971) en Feelin' alright? (1972).
In die periode begonnen zijn problemen met drugs en alcohol, maar hij maakte een comeback in de jaren tachtig. Hij had grote hits met You Are So Beautiful, Up Where We Belong en Unchain My Heart, waardoor hij een nieuw publiek aan zich bond.
Cocker coverde meer liedjes, bekend werden onder andere zijn versies van The Letter (van The Box Tops), van Feelin' Alright (van Traffic) en van Summer in the City (van The Lovin' Spoonful). Hij blies ook nieuw leven in het Randy Newman-liedje You Can Leave Your Hat On, dat werd gebruikt in de erotische film 9½ Weeks. Hij was beroemd om zijn opvallende, rauwe stemgeluid en een spastische gestiek.
Cocker overleed 22 december 2014 op 70-jarige leeftijd in zijn huis, "The Mad Dog Ranch" in Colorado aan de gevolgen van longkanker.

## Discografie

### Albums
| Album met eventuele hitnotering(en) in de Nederlandse Album Top 100 | Datum van verschijnen | Datum van binnenkomst | Hoogste positie | Aantal weken | Opmerkingen                                                                  |
| ------------------------------------------------------------------- | --------------------- | --------------------- | --------------- | ------------ | ---------------------------------------------------------------------------- |
| Mad Dogs & Englishmen                                               | 1970                  | 09-01-1971            | 16              | 9            | Livealbum                                                                    |
| The Best of Joe Cocker                                              | 1971                  | 08-05-1971            | 9               | 25           | Verzamelalbum                                                                |
| I Can Stand a Little Rain                                           | 1974                  | 07-09-1974            | 38              | 2            |                                                                              |
| Luxury You Can Afford                                               | 1978                  | 21-10-1978            | 47              | 1            |                                                                              |
| Sheffield Steel                                                     | 1982                  | 12-06-1982            | 15              | 24           |                                                                              |
| Civilized Man                                                       | 1984                  | 05-05-1984            | 8               | 12           |                                                                              |
| Cocker                                                              | 1986                  | 05-04-1986            | 20              | 15           |                                                                              |
| Unchain My Heart                                                    | 1987                  | 24-10-1987            | 14              | 18           |                                                                              |
| 20 Years                                                            | 1988                  | 26-03-1988            | 9               | 45           | Verzamelalbum                                                                |
| One Night of Sin                                                    | 1989                  | 17-06-1989            | 15              | 19           |                                                                              |
| Live                                                                | 1990                  | 02-06-1990            | 21              | 23           | Livealbum                                                                    |
| Night Calls                                                         | 1991                  | 26-10-1991            | 18              | 18           |                                                                              |
| The Best of Joe Cocker                                              | 1992                  | 14-11-1992            | 12              | 73           | Verzamelalbum                                                                |
| Have a Little Faith                                                 | 1994                  | 17-09-1994            | 2               | 29           |                                                                              |
| Organic                                                             | 1996                  | 26-10-1996            | 15              | 17           |                                                                              |
| Across from Midnight                                                | 28-08-1997            | 06-09-1997            | 2               | 29           |                                                                              |
| Greatest Hits                                                       | 30-10-1998            | 14-11-1998            | 24              | 38           | Verzamelalbum                                                                |
| No Ordinary World                                                   | 1999                  | 16-10-1999            | 30              | 14           |                                                                              |
| Respect Yourself                                                    | 10-05-2002            | 25-05-2002            | 34              | 7            |                                                                              |
| The Ultimate Collection 1968-2003                                   | 01-12-2003            | 13-12-2003            | 11              | 24           |                                                                              |
| Heart & Soul                                                        | 27-09-2004            | 02-10-2004            | 39              | 14           |                                                                              |
| Mad dogs & Englishmen                                               | 2005                  |                       |                 |              | Livealbum uitgebracht ter gelegenheid van het 35-jarig jubileum van de plaat |
| Hymn for My Soul                                                    | 30-03-2007            | 07-04-2007            | 38              | 4            |                                                                              |
| Hard Knocks                                                         | 01-10-2010            | 09-10-2010            | 41              | 4            |                                                                              |
| Fire It Up                                                          | 16-11-2012            | 24-11-2012            | 32              | 6            |                                                                              |

| Album met hitnotering(en) in de Vlaamse Ultratop 200 albums | Datum van verschijnen | Datum van binnenkomst | Hoogste positie | Aantal weken | Opmerkingen                |
| ----------------------------------------------------------- | --------------------- | --------------------- | --------------- | ------------ | -------------------------- |
| The Best of Joe Cocker                                      | 1993                  | 02-09-1995            | 37              | 9            | Verzamelalbum              |
| Organic                                                     | 1996                  | 02-11-1996            | 10              | 15           |                            |
| Across from Midnight                                        | 1997                  | 13-09-1997            | 3               | 26           |                            |
| Greatest Hits                                               | 1998                  | 07-11-1998            | 1(2wk)          | 53           | Verzamelalbum / 2X Platina |
| No Ordinary World                                           | 1999                  | 16-10-1999            | 7               | 15           |                            |
| Respect Yourself                                            | 2002                  | 25-05-2002            | 6               | 12           |                            |
| The Ultimate Collection 1968-2003                           | 2003                  | 13-12-2003            | 15              | 12           |                            |
| Heart & Soul                                                | 2004                  | 02-10-2004            | 20              | 15           |                            |
| Hymn for My Soul                                            | 30-03-2007            | 07-04-2007            | 25              | 8            |                            |
| Hard Knocks                                                 | 01-10-2010            | 09-10-2010            | 32              | 5            |                            |
| Fire It Up                                                  | 16-11-2012            | 24-11-2012            | 63              | 19           |                            |
| Fire It Up - Live                                           | 04-10-2013            | 19-10-2013            | 153             | 2            | Livealbum                  |
| The Life of a Man - The ultimate hits 1968-2013             | 20-11-2015            | 28-11-2015            | 81              | 27           | Verzamelalbum              |
| The Album Recordings 1984-2007                              | 26-08-2016            | 03-09-2016            | 157             | 2            | Verzamelalbum              |

### Singles
| Single met eventuele hitnotering(en) in de Nederlandse Top 40 | Datum van verschijnen | Datum van binnenkomst | Hoogste positie | Aantal weken | Opmerkingen                                                                              |
| ------------------------------------------------------------- | --------------------- | --------------------- | --------------- | ------------ | ---------------------------------------------------------------------------------------- |
| With a Little Help from My Friends                            | 1968                  | 12-10-1968            | 2               | 10           | #1 in de Hilversum 3 Top 30                                                              |
| Delta Lady                                                    | 1969                  | 01-11-1969            | 15              | 6            | #15 in de Hilversum 3 Top 30                                                             |
| She Came In through the Bathroom Window                       | 1970                  | 17-01-1970            | 19              | 5            | #18 in de Hilversum 3 Top 30                                                             |
| The Letter                                                    | 1970                  | 01-08-1970            | 30              | 4            | #27 in de Hilversum 3 Top 30                                                             |
| Cry Me a River                                                | 1970                  | 28-11-1970            | 16              | 8            | #13 in de Hilversum 3 Top 30                                                             |
| High Time We Went                                             | 1971                  | 14-08-1971            | 16              | 10           | #16 in de Hilversum 3 Top 30                                                             |
| Feelin' alright?                                              | 1972                  | 26-02-1972            | 14              | 5            | Alarmschijf / #11 in de Hilversum 3 Top 30                                               |
| With a Little Help from My Friends                            | 1972                  | 01-07-1972            | 16              | 7            | Re-release / #15 in de Hilversum 3 Top 30                                                |
| Midnight Rider                                                | 1972                  | 09-09-1972            | tip7            | -            |                                                                                          |
| Pardon me sir                                                 | 1973                  | 24-02-1973            | 26              | 5            | #27 in de Hilversum 3 Top 30                                                             |
| Put Out the Light                                             | 1974                  | 20-07-1974            | tip17           | -            |                                                                                          |
| Ruby Lee                                                      | 1982                  | 25-09-1982            | 23              | 4            | Veronica Alarmschijf Hilversum 3 / #31 in de Nationale Hitparade / #22 in de TROS Top 50 |
| Up Where We Belong                                            | 1982                  | 27-11-1982            | tip6            | -            | met Jennifer Warnes                                                                      |
| Threw It Away                                                 | 1983                  | 16-07-1983            | tip5            | -            | #43 in de Nationale Hitparade / #30 in de TROS Top 50                                    |
| Civilized Man                                                 | 1984                  | 02-06-1984            | tip19           | -            | #49 in de Nationale Hitparade                                                            |
| Unchain My Heart                                              | 1987                  | 21-11-1987            | 26              | 5            | #27 in de Nationale Hitparade Top 100                                                    |
| When the Night Comes                                          | 1989                  | 08-07-1989            | 30              | 4            | #29 in de Nationale Hitparade Top 100                                                    |
| You Are So Beautiful (live)                                   | 1990                  | 08-09-1990            | tip7            | -            | #36 in de Nationale Top 100                                                              |
| Night Calls                                                   | 1991                  | 26-10-1991            | 31              | 3            | #44 in de Nationale Top 100                                                              |
| Feels like Forever                                            | 1992                  | 17-10-1992            | tip9            | -            | #51 in de Nationale Top 100                                                              |
| Summer in the City                                            | 1994                  | 25-06-1994            | 21              | 6            | #23 in de Mega Top 50                                                                    |
| The Simple Things                                             | 1994                  | 17-09-1994            | 31              | 4            | #30 in de Mega Top 50                                                                    |
| Let the Healing Begin                                         | 1994                  | 12-11-1994            | tip10           | -            | #37 in de Mega Top 50                                                                    |
| Don't Let Me Be Misunderstood                                 | 1996                  | 05-10-1996            | tip8            | -            | #45 in de Mega Top 50                                                                    |
| Could You Be Loved                                            | 1997                  | -                     |                 |              | #88 in de Mega Top 100                                                                   |
| N'oubliez jamais                                              | 1997                  | 11-10-1997            | tip6            | -            | #72 in de Mega Top 100                                                                   |
| Tonight                                                       | 1997                  | -                     |                 |              | #83 in de Mega Top 100                                                                   |
| Different Roads                                               | 1999                  | -                     |                 |              | #91 in de Mega Top 100                                                                   |

| Single met hitnotering(en) in de Vlaamse Ultratop 50 | Datum van verschijnen | Datum van binnenkomst | Hoogste positie | Aantal weken | Opmerkingen         |
| ---------------------------------------------------- | --------------------- | --------------------- | --------------- | ------------ | ------------------- |
| With a Little Help from My Friends                   | 1968                  | 02-11-1968            | 8               | 8            |                     |
| Cry Me a River                                       | 1970                  | 26-12-1970            | 15              | 5            |                     |
| High Time We Went                                    | 1971                  | 21-08-1971            | 8               | 13           |                     |
| Ruby Lee                                             | 1982                  | 23-10-1982            | 34              | 2            |                     |
| Up Where We Belong                                   | 1982                  | 18-12-1982            | 32              | 3            | met Jennifer Warnes |
| Threw It Away                                        | 1983                  | 23-07-1983            | 35              | 4            |                     |
| Unchain My Heart                                     | 1987                  | 03-10-1987            | 40              | 1            |                     |
| Love Lives On                                        | 1987                  | 30-01-1988            | 22              | 4            |                     |
| Summer in the City                                   | 1994                  | 18-06-1994            | 6               | 12           |                     |
| The Simple Things                                    | 1994                  | 10-09-1994            | 23              | 9            |                     |
| Don't Let Me Be Misunderstood                        | 1996                  | 05-10-1996            | tip8            | -            |                     |
| N'oubliez jamais                                     | 1997                  | 27-09-1997            | 14              | 17           |                     |
| Tonight                                              | 1997                  | 24-01-1998            | tip9            | -            |                     |
| What Becomes of the Broken-Hearted                   | 1998                  | 24-10-1998            | tip6            | -            |                     |
| That's All I Need to Know - Difendero' (Live)        | 1998                  | 07-11-1998            | tip10           | -            |                     |
| Different Roads                                      | 1999                  | 09-10-1999            | tip10           | -            |                     |
| Never Tear Us Apart                                  | 2002                  | 11-05-2002            | tip4            | -            |                     |
| I Come in Peace                                      | 2013                  | 16-02-2013            | tip14           | -            |                     |

### NPO Radio 2 Top 2000
| Nummers met noteringen in de NPO Radio 2 Top 2000 | '99  | '00  | '01  | '02  | '03  | '04  | '05  | '06  | '07  | '08  | '09  | '10  | '11  | '12  | '13  | '14  | '15  | '16  | '17  | '18  | '19  | '20  | '21  | '22  | '23  | '24  |
| ------------------------------------------------- | ---- | ---- | ---- | ---- | ---- | ---- | ---- | ---- | ---- | ---- | ---- | ---- | ---- | ---- | ---- | ---- | ---- | ---- | ---- | ---- | ---- | ---- | ---- | ---- | ---- | ---- |
| Delta Lady                                        | 1518 | 1708 | -    | -    | -    | -    | -    | -    | -    | -    | -    | -    | -    | -    | -    | -    | -    | -    | -    | -    | -    | -    | -    | -    | -    | -    |
| Feelin' alright?                                  | 1693 | -    | -    | -    | -    | -    | -    | -    | -    | -    | -    | -    | -    | -    | -    | -    | -    | -    | -    | -    | -    | -    | -    | -    | -    | -    |
| Many rivers to cross                              | 1352 | 1783 | -    | 1612 | 1519 | 1780 | -    | 1878 | -    | -    | -    | -    | -    | -    | -    | -    | -    | -    | -    | -    | -    | -    | -    | -    | -    | -    |
| N'oubliez jamais                                  | -    | -    | -    | -    | 1254 | 614  | 518  | 473  | 564  | 615  | 605  | 527  | 513  | 683  | 827  | 912  | 809  | 1012 | 1120 | 1459 | 1450 | 1375 | 1425 | 1532 | 1431 | 1481 |
| Summer in the City                                | -    | -    | 1630 | 1393 | 1554 | 1410 | 1728 | 1628 | -    | 1844 | 1876 | 1856 | 1809 | 1590 | 1720 | -    | -    | 1900 | -    | -    | -    | -    | -    | -    | -    | -    |
| The Letter                                        | -    | -    | -    | -    | 1787 | -    | -    | -    | -    | -    | -    | -    | -    | -    | -    | -    | -    | -    | -    | -    | -    | -    | -    | -    | -    | -    |
| Unchain My Heart                                  | 352  | 560  | 596  | 610  | 723  | 461  | 532  | 477  | 631  | 536  | 567  | 499  | 560  | 754  | 727  | 877  | 827  | 858  | 706  | 950  | 810  | 881  | 1001 | 1175 | 1354 | 1661 |
| Up Where We Belong (met Jennifer Warnes)          | 869  | 1195 | 1023 | 1195 | 1429 | 1224 | 1356 | 1426 | 1373 | 1344 | 1747 | 1764 | 1834 | 1852 | 1810 | 1743 | 1837 | 1868 | 1833 | 1854 | 1733 | 1631 | 1637 | 1913 | 1977 | 1814 |
| With a Little Help from My Friends                | 84   | 287  | 148  | 169  | 238  | 159  | 180  | 179  | 335  | 193  | 233  | 225  | 201  | 338  | 311  | 364  | 220  | 299  | 286  | 348  | 297  | 259  | 343  | 467  | 479  | 584  |
| You Are So Beautiful                              | 290  | 398  | 487  | 643  | 289  | 258  | 225  | 256  | 410  | 291  | 390  | 376  | 422  | 518  | 476  | 571  | 497  | 559  | 544  | 718  | 580  | 685  | 715  | 870  | 860  | 1080 |
| You Can Leave Your Hat On                         | 811  | -    | 626  | 750  | 1084 | 775  | 833  | 829  | 1069 | 873  | 933  | 797  | 1062 | 1109 | 1090 | 1226 | 1117 | 1141 | 1311 | 1222 | 1243 | 1004 | 1324 | 1547 | 1582 | 1930 |

1. ↑  Een '-' betekent dat het nummer niet was genoteerd en een vetgedrukt getal geeft de hoogste notering van een nummer aan.

### Dvd's
| Dvd's met hitnoteringen in de Nederlandse Music Top 30             | Datum van verschijnen | Datum van binnenkomst | Hoogste positie | Aantal weken | Opmerkingen |
| ------------------------------------------------------------------ | --------------------- | --------------------- | --------------- | ------------ | ----------- |
| The Best of Joe Cocker Live                                        | 2004                  | 20-11-2004            | 6               | 11           |             |
| Cry Me a River / Across from Midnight Tour / Live at Montreux 1987 | 2014                  | 03-01-2015            | 15              | 1            |             |